# Jan II Kastylijski
Jan II Kastylijski (hiszp. Juan II) (ur. 6 marca 1405, zm. 20 lipca 1454) – król Kastylii i Leonu w latach 1406-1454.
Był synem Henryka III Kastylijskiego oraz królowej Katarzyny Lancaster, córki Jana z Gandawy. Jan objął tron po swoim ojcu dnia 25 grudnia 1406 – miał wtedy równo rok i 10 miesięcy. Panowanie Jana trwało 49 lat, a był jednym z najgorszych królów kastylijskich. Był chorowity i całkowicie zależał od ludzi, którzy się nim zajmowali. Jedyną pasją Jana II były rozrywki polegające na polowaniu i turniejach. Prawdziwą władzę sprawował jego faworyt Álvaro de Luna. Dopiero druga żona Jana, Izabela Portugalska, zdołała ukrócić jego rządy. Za jego panowania bito złote monety doble (dublony). Jan zmarł w pałacu królewskim w Valladolid.

## Potomstwo
Jan miał z pierwszą żoną – Marią Aragońską (1396-1445), córką króla Ferdynanda I, czworo dzieci:
- Catalinę (1422-1424),
- Leonorę (1423-1425),
- Henryka IV Bezsilnego (1425-1474),
- Maríę (1428-1429).

Z drugą żoną miał natomiast dwoje dzieci:
- Izabelę (1451-1504), późniejszą królową Izabelę I Katolicką
- Alfonsa, księcia Asturii (1453-1468).